# Sant Julià de Corçà
Sant Julià de Corçà és una església situada al municipi de Corçà, al Baix Empordà, construïda entre els segles XVII i XVIII sobre les restes del temple anterior d'estil romànic. És un monument protegit i inventariat dins el Patrimoni Arquitectònic Català.

## Descripció
L'església és d'una nau amb capçalera poligonal, capelles laterals i torre-campanar quadrada al sud-oest el qual era separat de la resta de l'edifici, ja que la construcció quedà interrompuda al seu extrem de ponent. Per aquest motiu s'ha conservat la façana romànica de l'església anterior. També, exteriorment, es veuen restes de l'absis romànic incorporades a la capçalera actual i petits sectors de la nau antiga, així com l'obra de fortificació que es dreça damunt de l'antic temple (probablement al segle xv o al XVI).
L'estructura interior de l'edifici correspon a la reconstrucció del xviii. Les voltes són de llunetes; hi ha cornisaments motllurats. La sagristia, a la banda sud de la capçalera, es bastí el 1735, segons la data gravada en una finestra i la inscripció de la llinda de la porta que dona al presbiteri: PERVIA IANVA FACTA SVM EX SVMPTIVS PAVLI DIANA PRESBITER ET SAGRISTE/ 26 AGOST 1735. L'alt campanar (XVIII-XIX) quedà unit al temple mitjançant un cos d'edificació que serveix de baptisteri.
Pel que fa als elements romànics i grafits de Sant Julià de Corçà, a l'església parroquial hi subsisteix el frontis del temple romànic anterior. També hi resten fragments de l'antic absis semicircular romànic, i un fragment amb vestigis de la finestra i la cornisa de bocell. D'altra banda, trobem un tram del mur septentrional. Al frontis hi ha la portada de dos arcs de mig punt en degradació i un petit rosetó. Als carreus de la porta romànica hi ha grafits medievals.

## Història

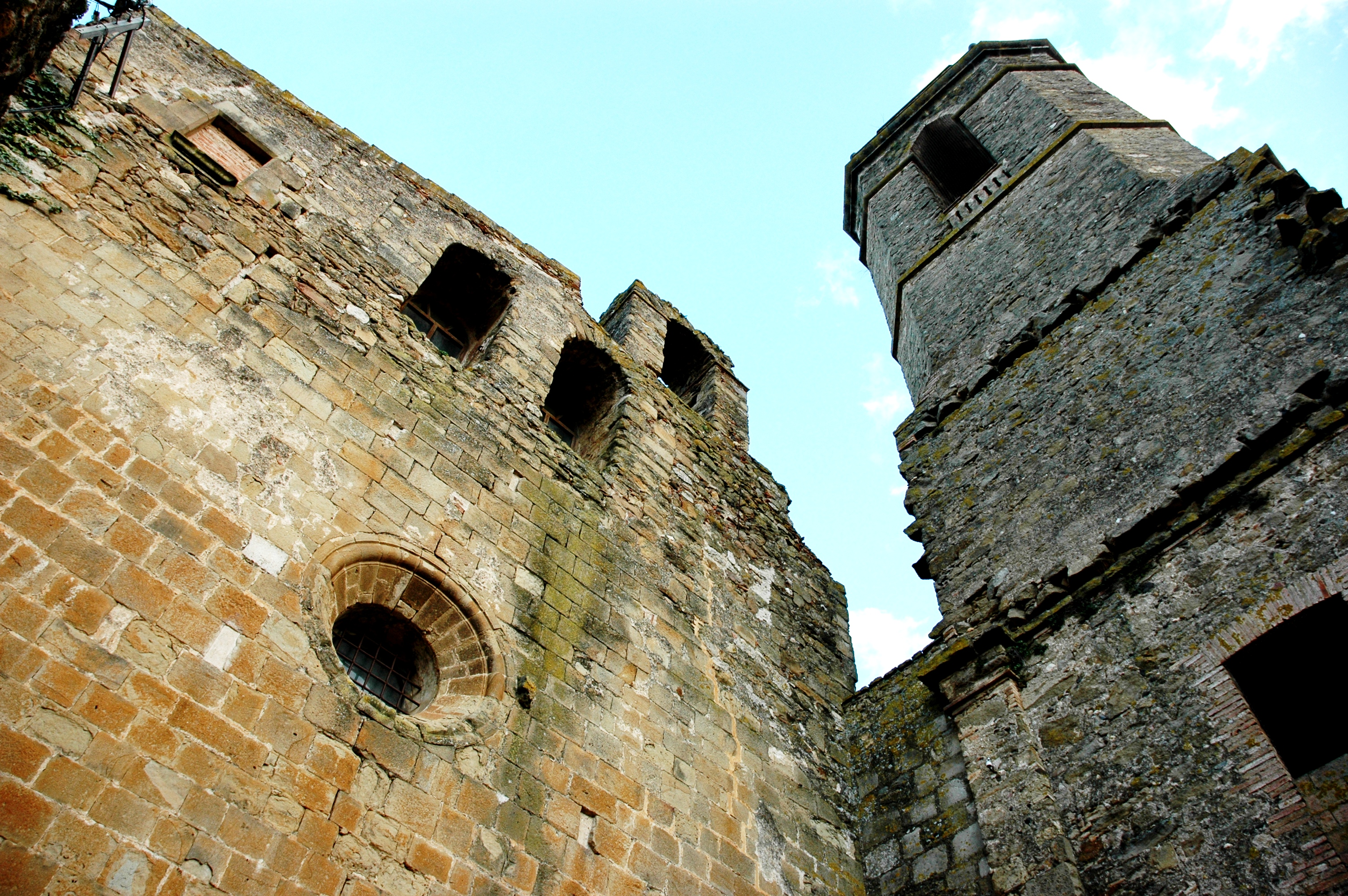
A l'esquerra, rosassa i campanar de paret

L'església és documentada des de l'any 1065: Sancti Iuliani de Quarciano, l'indret de Corçà ja era poblat en època romana; al Puig Rodó, a poca distància vers el N. del nucli, hi ha les restes d'una vil·la romana de la qual es coneixen notícies de troballes de mosaics ja de finals del segle XIX; actualment s'hi ha fet alguns treballs d'excavació. Els materials, fins avui, abracen una cronologia des del s. I aC. Als s.VI-VII dC.
A la finestra de la sagristia hi ha la inscripció: MANVS POPVLI FECERVNT ME / TOTAM IN CIRCVITV 1735. A la façana de llevant d'aquesta mateixa sagristia hi ha encastat un carreu amb l'emblema del poble esculpit -un cor sobremuntat d'una corona reial- i la llegenda "CORSA 1598".
Al mur de ponent del campanar, enlairada, hi ja una làpida rectangular amb escultura gòtico-renaixentista. Entre dos ressalts horitzontals s'hi representen els busts de quatre sants, ja força erosionats. Es tracta, molt possiblement, dels quatre màrtirs venerats a Girona i en aquestes comarques, dits "els sants de la Pera" (Germà, Just, Paulí i Sisi).
Pel que fa als elements romànics i grafits medievals l'any 992 el lloc de Corçà s'esmenta entre les possessions de la Seu de Girona. L'any 1294 el bisbe Bernat de Vilamarí comprà les jurisdiccions de la vila. El 1475 els veïns de Corçà lliuraren la població a les forces remenses.